# 제3차 요시다 내각 (제2차 개조)
제3차 요시다 제2차 개조내각(일본어: 第3次吉田第2次改造内閣)은  요시다 시게루가 제49대 내각총리대신으로 임명되어, 1951년 7월 4일부터 1951년 12월 26일까지 존재한 일본의 내각이다.
제3차 요시다 내각 제1차 개조내각을 개조한 내각이다.

## 재직 기간
- 1951년(쇼와 26년) 7월 4일 ~ 1951년(쇼와 26년) 12월 26일
- 재직 일수 : 166일

## 개요
샌프란시스코 강화조약 체결을 위해 요시다 시게루 총리는 일본 국민의 폭넓은 지지를 얻으면서 강화 조약 체결에 임했고 여당인 자유민주당(자민당)도 더해 각 당의 지지를 얻고 싶은 장소에서 만났다. 그 때문에 자민당은 민주당과의 보수 제휴에 움직였다. 그러나 민주당의 보수 제휴파는 하야시야 가메지로 등의 각외 협력을 지향하는 일파와 니시다 다카오 등의 각내 협력에까지 발을 내딛는 일파가 있어 이것을 자민당의 마스다 가네시치 간사장과 히로카와 고젠 총무회장(이들 두 사람은 요시다의 후계를 둘러싼 라이벌이기도 했다)이 각각 접촉, 공작을 펼치는 등 1951년 6월 하순부터 7월 상순에 걸쳐 보수 제휴의 교섭은 암초에 부딪히는 형태가 됐다.
결국 1951년 7월 3일에 요시다 내각은 단독으로 내각 개조를 실시해 각료 대부분은 유임됐고 당3역인 사토 에이사쿠, 마스타니 슈지, 네모토 류타로 등이 입각했다.

## 각료
- 내각총리대신, 외무대신 - 요시다 시게루
- 대장대신 - 이케다 하야토
- 법무총재 - 오하시 다케오
- 문부대신 - 아마노 데이유
- 후생대신 - 하시모토 료고
- 농림대신 - 네모토 류타로
- 통상산업대신 - 다카하시 류타로(참의원 의원, 녹풍회)
- 운수대신 - 야마자키 다케시
- 우정대신, 전기통신대신 - 사토 에이사쿠
- 노동대신 - 호리 시게루
- 건설대신, 홋카이도 개발청 장관, 수도건설위원회 위원장 - 노다 우이치
- 경제안정본부 총무장관, 중앙경제조사청 장관, 물가청 장관, 배상청 장관 - 스토 히데오
- 행정관리청 장관 - 하시모토 료고
- 지방자치청 장관 - 오카노 기요히데
  - 내각관방장관 - 오카자키 가쓰오
  - 내각관방부장관 - 겐노키 도시히로
  - 내각관방부장관 - 간노 요시마루

## 정무 차관
- 외무 정무 차관

구사바 류엔 : ~ 1951년 12월 12일
이시하라 간이치로 : 1951년 12월 12일 ~
- 대장 정무 차관

니시카와 진고로 : ~ 1951년 12월 12일
니시무라 나오미 : 1951년 12월 12일 ~
- 법무 정무 차관

다카기 마쓰키치 : ~ 1951년 12월 12일
다쓰노 기이치로 : 1951년 12월 12일 ~
- 문부 정무 차관

미즈타니 노보루 : ~ 1951년 12월 12일
이마무라 주스케 : 1951년 12월 12일 ~
- 후생 정무 차관

히라사와 조키치 : ~ 1951년 12월 12일
마쓰노 라이조 : 1951년 12월 12일 ~
- 농림 정무 차관

시마무라 군지 : ~ 1951년 12월 12일
노하라 마사카쓰 : 1951년 12월 12일 ~
- 통상 산업 정무 차관

슈토 신파치 : ~ 1951년 12월 12일
혼마 슌이치 : 1951년 12월 12일 ~
- 운수 정무 차관

세키야 가쓰토시 : ~ 1951년 12월 12일
사사키 히데요 : 1951년 12월 12일 ~
- 우정 정무 차관

야마모토 다케오 : ~ 1951년 12월 12일
데라모토 이쓰키 : 1951년 12월 12일 ~
- 전기 통신 정무 차관

가토 류타로 : ~ 1951년 12월 12일
히라이 다로 : 1951년 12월 12일 ~
- 노동 정무 차관

야마무라 신지로 : ~ 1951년 12월 12일
미조구치 사부로 : 1951년 12월 12일 ~
- 건설 정무 차관

와타나베 요시오 : ~ 1951년 12월 12일
쓰카하라 도시오 : 1951년 12월 12일 ~
- 경제 안정 정무 차관

고미네 류타 : ~ 1951년 12월 11일
후쿠다 도쿠야스 : 1951년 12월 12일 ~
- 물가 정무 차관

고리 유이치 : ~ 1951년 12월 12일
우에하라 쇼키치 : 1951년 12월 12일 ~
- 행정 관리 정무 차관

조 기신 : ~ 1951년 12월 12일
야마구치 로쿠로지 : 1951년 12월 12일 ~
- 배상 정무 차관

고니시 도라마쓰 : ~ 1951년 12월 2일
이리마지리 다이조 : 1951년 12월 2일 ~
- 지방 자치 정무 차관

오노 아키라 : ~ 1951년 12월 12일
후지노 시게오 : 1951년 12월 12일 ~

## 참고 문헌
- 하타 이쿠히코 편 《일본 관료제 종합 사전 : 1868 ~ 2000》(도쿄 대학 출판회, 2001년)